# 룰 더 스카이
룰 더 스카이(Rule the Sky)는 조이시티가 제작한 대한민국의 소셜 네트워크형 모바일 게임이다. 가공의 섬인 '플로티아'에서 친구와 함께 마을을 건설하고 협력을 통해 성장하며 자신만의 공간을 꾸미는 시뮬레이션 게임이다.

## 사운드 트랙
| #  | 제목       | 작사           | 작곡   | 편곡   | 재생 시간 |
| -- | ---------- | -------------- | ------ | ------ | --------- |
| 1. | 〈화딱지〉 | 서영은, 이세준 | 이세준 | 김진훈 | 3:56      |